# Amanda Cross
Amanda Cross es una deportista australiana que compitió en remo. Ganó tres medallas en el Campeonato Mundial de Remo entre los años 1984 y 1990.

## Palmarés internacional
| Campeonato Mundial | Campeonato Mundial   | Campeonato Mundial | Campeonato Mundial        |
| Año                | Lugar                | Medalla            | Prueba                    |
| ------------------ | -------------------- | ------------------ | ------------------------- |
| 1984               | Montreal (Canadá)    | Medalla de plata   | Ocho con timonel ligero   |
| 1985               | Malinas (Bélgica)    | Medalla de bronce  | Cuatro sin timonel ligero |
| 1990               | Tasmania (Australia) | Medalla de plata   | Cuatro sin timonel ligero |